# Novelty (Automarke)
Novelty war eine belgische Automarke.

## Markengeschichte
Jules Lefebvre betrieb eine Werkstätte an der Rue Gustave Defnet 66 in Saint-Gilles/Sint-Gillis. Er begann 1924 mit der Produktion von Automobilen, die er als Novelty anbot. Nach 1925 verliert sich die Spur des Unternehmens.

## Fahrzeuge
Die Fahrzeuge nutzten die technische Basis des Ford Modell T. Sie hatten einen anderen Kühlergrill. Bezogen auf die Karosseriebauformen standen Limousinen, sportliche Varianten und Kastenwagen zur Wahl.